# Saadie Goukouni Weddeye
Saadie Goukouni Weddeye (Lagos, 1980) és una advocada, política i activista txadiana, exministra d'Acció Social, Família i Solidaritat Nacional.

## Biografia
Weddeye va néixer a Lagos, a Nigèria, el 1980. Fou la filla més petita de Goukouni Oueddei, cap d'estat del Txad a l'època. Després que el seu pare va ser destituït el 1982, va esdevenir una «nena de l'exili». Al principi es va traslladar a Trípoli, a Líbia, i el 1996 es va traslladar a França. A Tours, es va involucrar molt en la vida de la comunitat, incloent els Serveis d'Ajuda Catòlics malgrat ser musulmana, i es va llicenciar en Dret societari.
Malgrat els anys a l'estranger, Weddeye tenia la idea de retornar a l'Àfrica. El 2011, va arribar a N'Djamena, al Txad, i va treballar com a assessora legal de l'Agència Nacional d'Inversions i Exportacions. El 26 de gener de 2013 va ser nomenada ministra d'Acció Social, Família i Solidaritat Nacional en una reforma del gabinet al govern; va assabentar-se del nomenament per la televisió nacional. Weddeye va dir que volia ser jutjada pels resultats en la seva gestió i no buscava el poder per a ella mateixa: «aquesta és una oportunitat inestimable, però vull sobretot provar-me i demostrar-me a mi mateixa», va dir sobre el seu nomenament. També esperava que ocupar el carreg inspirés a d'altres dones txadianes en intentar dedicar-se a la política, encara que ella inicialment tenia la intenció de treballar en assumptes humanitaris.
Tanmateix, el 23 d'abril de 2013 va ser destituïda de sobte com a Ministra d'Acció Social, sense donar-se cap motiu pel seu acomiadament. Es creia que la Primera Dama del Txad, Hinda Deby, tenia gelosia d'ella; el Mouvement d'Action pour le Changement au Tchad (MACT) opinà que els sentiments de la Primera Dama envers Weddeye eren fora de lloc.